# Gustaf Ruder
Gustaf Ruder, född 24 januari 1708 i Karlskrona, död 26 juni 1771 i Stockholm, var en svensk pedagog.
Gustaf Ruder inskrevs efter skolstudier i Karlskrona vid Lunds universitet 1726, och studerade 1730–1731 vid Greifswalds universitet. Från 1732 bodde han i Stockholm, där han 1733 satte upp en privatskola, som han av allt att döma drev oavbrutet till sin död. Flera försök att få anställning vid offentliga läroinrättningar misslyckades, antagligen främst på grund av att han råkat i konflikt med prästerskapet i Stockholm. I synnerhet sedan han i en skrift ställt vissa av prästeståndets ekonomiska privilegier under diskussion blev förhållandet ohjälpligt. Ruder har karaktäriserats som "en av det svenska 1700-talets mest hängivna, uppslagsrika och originella pedagogiska personligheter". Särskilt hans oförtröttliga propaganda för "snillevalet" fick betydelse för den svenska diskussionen. Snilleval (delectus ingeniorum) innebar för Ruder att varje individs utbildning anpassades efter å ena sidan hans personliga förutsättningar, å andra sidan arbetsmarknadens behov. För att utröna de personliga förutsättningarna borde man anställa experiment och iakttagelser, genom vilka eleverna kunde klassificeras i enlighet med läran om de fyra temperamenten. Han förlorade även övningar i löpning, segling och simning för att underlätta en harmonisk utveckling. Ruder hävdade dessa tankar i flera skrifter; den första och betydelsefullaste är Anledning till snille-walet... (1737). Åtskilliga gånger vände han sig till Kunglig Majestät eller ständerna med begäran att få omsätta sina idéer i praktiken, men utan resultat. Samma öde rönte andra förslag av Ruder, vilka gick ut på att lämpa skolundervisningen efter det praktiska livets krav, bland annat genom inrättande av hushållsskolor.